# Лозанна-Флон
Лозанна-Флон — конечная железнодорожная станция пригородного электропоезда LEB и станция пересадки линий метро М1 и М2 в швейцарском городе Лозанне. Расположена под землёй в центральном районе Флон.
Лозанна-Флон была открыта как конечная станция в 1877 году с запуском железнодорожной линии Лозанна — Уши. В XX веке станция имела связь с грузовой станцией Себейон. Пути имели стандартную колею. В 1979 году наземная станция, долгое время выполнявшая роль грузовой, была закрыта.

## Метрополитен и система LEB
Современная подземная станция была открыта вместе с запуском линии лозаннского метро М1 в 1991 году. Линия пригогородных электропоездов LEB была открыта в 2000 году. Ранее конечной станции электричек LEB служила станция Лозанна-Шодерон. В 2008 году введена в эксплуатацию линия M2.
Для пригородных электропоездов LEB и линии метро М1 станция является конечной; для линии метро М2 — промежуточной между станциями Lausanne-Gare и Riponne.